# Svetla Dimitrova
Svetla Stefanova Dimitrova-Pištikova (bolgarsko Светла Стефанова Димитрова-Пищикова), bolgarski atletinja, * 27. januar 1970, Burgas, Bolgarija.
Nastopila je na poletnih olimpijskih igrah v letih 1988, 1992, 1996 in 2000, leta 1992 je osvojila peto mesto v sedmeroboju. Na svetovnih prvenstvih je osvojila naslov podprvakinje v teku na 100 m z ovirami leta 1997, na evropskih prvenstvih pa zaporedna naslova prvakinje v teku na 100 m z ovirami v letih 1994 in 1998 ter bronasto medaljo v štafeti 4x100 m. Leta 1989 je prejela dvoletno prepoved nastopanja zaradi dopinga.